# توكرمان (أكدور كيك)
توكرمان هو دُوَّار يقع بجماعة وزكيتة، إقليم الحوز، جهة مراكش آسفي في المملكة المغربية. ينتمي الدوّار لمشيخة أكدور كيك التي تضم 14 دوار. يقدر عدد سكانه بـ 137 نسمة حسب الإحصاء الرسمي للسكان والسكنى لسنة 2004.

## روابط خارجية
- البوابة الوطنية للجماعات الترابية نسخة محفوظة 12 مارس 2018 على موقع واي باك مشين.
- المندوبية السامية للتخطيط